# Округ Ефингхам (Џорџија)
Округ Ефингхам (енгл. Effingham County) је округ у америчкој савезној држави Џорџија.

## Демографија
По попису из 2010. године број становника је 52.250, што је 14.715 (39,2%) становника више него 2000. године.
| Група             | 2000.          | 2010.          |
| Белци             | 31.493 (83,9%) | 42.311 (81,0%) |
| Афроамериканци    | 4.876 (13,0%)  | 7.048 (13,5%)  |
| Азијати           | 170 (0,5%)     | 427 (0,8%)     |
| Хиспаноамериканци | 531 (1,4%)     | 1.501 (2,9%)   |
| Укупно            | 37.535         | 52.250         |